# Trine Grung
Trine Grung, född 9 februari 1971 i Laxevåg i Bergen, är en norsk radio- och TV-journalist och bloggare. Hon växte upp i Hafrsfjord vid Stavanger och bor nu i Spanien. Hon har bland annat jobbat på NRK och TVNorge.
Grung har varit tillsammans med den tidigare fotbollsspelaren Jostein Flo i 15 år. Paret har två barn och men är skilda sedan år 2017.